# 世界歌謡祭
世界歌謡祭（せかいかようさい、World Popular Song Festival）は、ヤマハ音楽振興会が主催し1970年から1989年まで毎年秋頃に日本武道館で開催されたポピュラーソングのコンテスト。通称「東洋のユーロビジョン・ソング・コンテスト」。

## 解説
1970年に東京国際歌謡音楽祭として開始され、翌年からは世界歌謡祭に改称された。日本からも弘田三枝子などの実力派歌手が出場している。1987年からはネッスル共催のBAND EXPLOSIONとの併催で行われていた。
1988年の第19回大会は昭和天皇の容態悪化を考慮し開催を中止。1989年の第20回大会は「世界歌謡祭記念大会」と題して開催され、ユニセフとの共催で歴代グランプリ受賞者によるチャリティーコンサートとし、20年の歴史に幕を下ろした。
テレビはフジテレビと日本テレビ（コッキーポップ）、ラジオはニッポン放送（コッキーポップ→ぽっぷん王国）でそれぞれ放送されていた。グランプリ受賞曲はフジテレビ『夜のヒットスタジオ』にて披露された。TBSの東京音楽祭と並ぶ国際ポピュラー音楽コンクールとなった。
本大会は3日間にわたって開催。末期には2日間、1986年以降は1日開催となっており、最終日に本選が行われ、グランプリにはメダリオンと賞金10000ドルが授与されるほか、ほかに最優秀歌唱賞、金賞、川上賞、オーディエンス賞などがあった。
1973年1月にカンヌで開かれたFIDOF(国際音楽祭連盟)の第7回総会において、世界歌謡祭がその優れた組織と運営に対して賞（詳細な賞名は不明）を贈られた。1977年、世界歌謡祭は、FIDOFより「最もすぐれた世界を代表する音楽祭」として、FIDOFの名誉会長であるアウグスト・アルグエロ直筆によるニ度目の表彰状が贈られた。

## エピソード
当大会の司会は第1回から第15回まで坂本九が担当しており、大口のスポンサーとして日本航空とハウス食品工業が名を連ねていた。
しかし、1985年8月12日に起こった日本航空123便墜落事故により、坂本（過去ハウスのCMに出演歴あり）と当時のハウス社長・浦上郁夫がその犠牲となった。そのため、同年の第16回大会（司会はこの回から第2回グランプリ受賞者の上條恒彦）では大会中坂本の追悼コーナーも設けられた。
なお、同事故の影響により日航は第16回大会のスポンサードを辞退したが、第17回からスポンサーに復帰している。

## 歴代グランプリ
| 回     | 本選日時                    | 作品 （得点順）                                                                                       | 歌手                                                                  | 国                              |
| ------ | --------------------------- | --- | --------------------------------------------------------------------- | ------------------------------- |
| 第1回  | 1970年11月22日              | ナオミの夢                                                                                            | ヘドバとダビデ                                                        | イスラエル                      |
| 第2回  | 1971年11月27日              | ただ愛に生きるだけ 出発の歌                                                                           | マルティーヌ・クレマンソー 上条恒彦と六文銭                           | フランス 日本                   |
| 第3回  | 1972年11月19日              | 恋のフィーリング 生きることが人生さ                                                                   | カプリコーン アーニー・スミス                                         | イギリス ジャマイカ             |
| 第4回  | 1973年11月18日              | あなた（グランプリ1） パリは不思議（グランプリ2） 遥かなる道（グランプリ2） 恋に有頂天（グランプリ2） | 小坂明子 ジルダ・ジュリアーニ ショーン・フィリプス キーリー・フォード | 日本 イタリア アメリカ イギリス |
| 第5回  | 1974年11月17日              | 夢みる心地 いつのまにか君は                                                                           | エレン・ニコライセン 浜田良美                                         | ノルウェー 日本                 |
| 第6回  | 1975年11月16日              | ラッキー・マン 時代                                                                                   | ミスター・ロコ 中島みゆき                                             | メキシコ 日本                   |
| 第7回  | 1976年11月21日              | せつなく甘く グッドバイ・モーニング                                                                   | フランコ&レジーナ サンディー                                          | イタリア 日本                   |
| 第8回  | 1977年11月13日              | あんたのバラード 燃える想い                                                                           | 世良公則&ツイスト ラッグス                                            | 日本 イギリス                   |
| 第9回  | 1978年11月12日              | 夢想花 ラブ・ロック                                                                                   | 円広志 ティナ・チャールズ                                             | 日本 イギリス                   |
| 第10回 | 1979年11月11日              | 哀しみのオーシャン 大都会                                                                             | ボニー・タイラー クリスタルキング                                     | イギリス 日本                   |
| 第11回 | 1980年11月16日              | 風に消えた恋 街が泣いてた                                                                             | メアリー・マッグレガー 伊丹哲也&Side by Side                          | アメリカ 日本                   |
| 第12回 | 1981年11月1日               | 完全無欠のロックンローラー 希望への道                                                                 | アラジン オズヴァルド・ロドリゲス                                     | 日本 キューバ                   |
| 第13回 | 1982年10月31日              | 花ぬすびと 孤独の扉                                                                                   | 明日香 アン・ベルトゥチ                                               | 日本 アメリカ                   |
| 第14回 | 1983年10月30日              | 愛のゆくえ 冬の華                                                                                     | ニュートン・ファミリー 磨香                                           | ハンガリー 日本                 |
| 第15回 | 1984年10月28日              | パーティー・ライツ ふられ気分でRock'n' Roll                                                           | フランス・ジョリ TOMCAT                                               | カナダ 日本                     |
| 第16回 | 1985年10月27日              | …洋子 恋のパズル                                                                                      | 尾崎和行 & コースタルシティ ヴァレリア・リンチ                        | 日本 アルゼンチン               |
| 第17回 | 1986年10月26日 （本選のみ） | 明日行きの列車 ロングショット                                                                         | 小野健児 ステイシー・ラティソウ                                       | 日本 アメリカ                   |
| 第18回 | 1987年10月31日 （本選のみ） | （海外グランプリ）テイク・オン・ザ・ワールド                                                          | スード・エコー                                                        | オーストラリア                  |
| 第18回 | 1987年10月31日 （本選のみ） | （日本グランプリ）No, No, No                                                                          | 武内千佳                                                              | 日本                            |

出典

## 各大会
- 各大会の出場者の国・地域名は、大会開催当時の通称。

### 第1回
日時
予選 - 1970年11月20日、11月21日
本選 - 同年11月22日
テーマ「Here Comes the Sun!」
司会
藤本義一、坂本九
演奏バンド
宮間利之とニューハード（+弦楽器）
原信夫とシャープ&フラッツ（+弦楽器）
コーラス
サニーシンガーズ
シンガーズスリー（+1）
賞
グランプリ賞
作品に対し、3,000ドル・賞状・カップを授与。
歌手に対し、1,000ドル・賞状・カップを授与。
入賞
作品に対し、1,000ドル・賞状・カップを授与。
歌手に対し、500ドル・賞状・カップを授与。
歌唱グランプリ賞
歌手に対し、1,000ドル・賞状・カップを授与。
歌唱賞
歌手に対し、200ドル・賞状・カップを授与。
参加賞
グランプリ賞および入賞以外の作品に対し、記念品を授与。

#### 本選出場者
| 曲名               | 歌手                              | 国・地域         | 入賞 | 歌唱グランプリ | 歌唱賞 |
| ------------------ | --------------------------------- | ---------------- | ---- | -------------- | ------ |
| このうるわしき世界 | ボブ・セイカ－                    | イギリス         | ◯    |                |        |
| 真珠を飾った女     | ヤノス・コベ－ル&オメガ・グループ | ハンガリ－       | ◯    |                |        |
| 新しい日よ来れ     | ジャック・ミシェル                | カナダ           | ◯    |                |        |
| 霧の街             | 鄭薫姫（チョン・フン・ヒ）        | 韓国             | ◯    |                |        |
| この世のある限り   | パオロ・メンゴーリ                | イタリア         | ◯    |                |        |
| 孤独               | ユッカ・クオパマキ                | フィンランド     | ◯    |                |        |
| 愛の花園           | フリーダ・ボッカラ                | フランス         | ◯    |                |        |
| 涙                 | 雪村いづみ                        | 日本             | ◯    | ◯              |        |
| 愛の世界           | ヴィス・ヴ－コウ                  | ユ－ゴスラビア   | ◯    |                | ◯      |
| できごと           | 弘田三枝子                        | 日本             |      |                | ◯      |
| 恋がはじまる時     | エドウィン・ギャリ－              | マルタ           |      |                | ◯      |
| その他本選出場者   |                                   |                  |      |                |        |
| 愛の歌             | ダリア・ラビ                      | ベルギ－         |      |                |        |
| 海辺に行こう       | エルベール・レオナール            | フランス         |      |                |        |
| 忘れられない人     | エンニオ・サングイスト            | アルゼンチン     |      |                |        |
| 宝の島             | ヘレーナ・ヴォードラコーワ        | チェコスロバキア |      |                |        |
| 時は変るとも       | トワ・エ・モワ                    | 日本             |      |                |        |
| 戯れの恋だった     | ポール・モロ                      | オーストリア     |      |                |        |
| 愛の唄             | アンヤ・ノヴァ                    | スイス           |      |                |        |
| 愛の破局           | テッド・ミューリー                | オーストラリア   |      |                |        |
| 愛にこの手を       | オズワルド・ディアス              | チリ             |      |                |        |

#### その他予選出場者
- ハリナ・クキッカ（ポ－ランド）
- バッシリオ・ファーガス・アレクサンドレ（スペイン）
- ア－マット・ダウド・ビン・ハシム（シンガポ－ル）
- マリア・ダラス（ニュージーランド）
- アイダ・エル・シャエル（アラブ連合共和国）
- セルジオ・ボルゲス（ポルトガル）
- サマド・ハルーン（マレ－シア）
- リタ・レイ（オランダ）
- アルハンドロ・アルガラ（メキシコ）＜ 歌唱賞 ＞
- ジョン・エドモンド（南アフリカ）＜ 歌唱賞 ＞
- マルガレータ・パスラル（ルーマニア）＜ 歌唱賞 ＞
- チョン・フン・ヒ（韓国）＜ 歌唱賞 ＞
- ゾイ・クルクリ（ギリシャ）＜ 歌唱賞 ＞
- オスカール・ロカ（ボリビア）＜ 歌唱賞 ＞
- イヴォンヌ・ディオール（メキシコ）
- カイン・リー（南ベトナム）
- メルシ・モリナ（フィリピン）
- ウォーレン・シャッツ（アメリカ）
- 菅原洋一（日本）
- ベティ・チャン（ホンコン）
- ソトス・パナゴプーロス（ギリシャ）
- シャ－リ－・アン（スウェーデン）
- ピーター・ペトウレル（西ドイツ）
- リサ・リン（デンマ－ク）

### 第2回
日時
予選 - 1971年11月25日、11月26日
本選 - 同年11月27日
テーマ「Love.」
司会
藤本義一、坂本九、ジューン・アダムス
指揮
小野崎孝輔、中谷勝昭
演奏バンド
宮間利之とニューハード
原信夫とシャープ&フラッツ
新音楽協会（弦楽器）
コーラス
女性
シンガーズ・スリー（+1名）
ウィルビーズ（+1名）
男性
ハニーナイツ
スタジオシンガーズ
賞
グランプリ賞
作品に対し、3,000ドル・賞状・トロフィーを授与。
歌手に対し、1,000ドル・賞状・トロフィーを授与。
入賞
作品に対し、1,000ドル・賞状・トロフィーを授与。
歌手に対し、500ドル・賞状・トロフィーを授与。
歌唱グランプリ
1,000ドル・賞状・トロフィーを授与。
歌唱賞
500ドル・賞状・トロフィーを授与。
参加賞
グランプリ賞および入賞以外の作品に対し、記念品を授与。

#### 本選出場者
| 曲名                            | 歌手                                 | 国・地域         | 入賞 | 歌唱グランプリ | 歌唱賞 |
| ------------------------------- | ------------------------------------ | ---------------- | ---- | -------------- | ------ |
| 出発の歌 ～失われた時を求めて～ | 上條恒彦と六文銭                     | 日本             |      |                | ◯      |
| 今日の子供と明日の大人          | ミッシェル・トゥール                 | フランス         | ◯    | ◯              |        |
| わたしの街                      | カルロス・ブランコ                   | メキシコ         |      |                | ◯      |
| 誓い                            | リュプカ・ディミトロフスカ           | ユーゴスラビア   | ◯    |                | ◯      |
| 私の愛のすべてをささぐ          | アントニオ・ホセ・サバレッタ         | チリ             | ◯    |                | ◯      |
| よみがえる思い出                | ベブ・ハレル                         | イギリス         | ◯    |                |        |
| かつて陽の国に                  | ピーター、スー&マーク                | スイス           | ◯    |                |        |
| たぶん明日                      | イレナ・サントール                   | ポーランド       | ◯    |                |        |
| 休みを取れ                      | ディビッド・カーティス               | ニュージーランド | ◯    |                |        |
| 好き好き                        | カチョ・カスターニャ                 | アルゼンチン     | ◯    |                |        |
| 愛の星                          | ボニー・セント・クレア               | オランダ         | ◯    |                |        |
| すばらしい                      | ルー・スパークス                     | ジャマイカ       | ◯    |                |        |
| これからの一年                  | ジョン・グッディソン                 | イギリス         | ◯    |                |        |
| その他本選出場者                |                                      |                  |      |                |        |
| タッチミー ラブミー ロックミー  | ロコモーティブ GT                    | ハンガリー       |      |                |        |
| プリーズ プリーズ プリーズ      | ヒデとロザンナ                       | 日本             |      |                |        |
| おお神はなんと美しい            | エディ・エクスタイン                 | 南アフリカ       |      |                |        |
| すべて無償（ただ）で            | ガリ・アタリ                         | イスラエル       |      |                |        |
| マイ・マイ・マイ                | カロ                                 | カナダ           |      |                |        |
| 窓に灯りがともる時              | 赤い鳥                               | 日本             |      |                |        |
| 少女 -僕は君をつかまえる-       | マーク・ヘースティングス             | アイルランド     |      |                |        |
| ベストセラー                    | イグナス・バート& R.デロ             | ベルギー         |      |                |        |
| すばらしい日がやってくる        | ロイ・ブッド                         | イギリス         |      |                |        |
| 苦しみを越えて                  | ザ・ニューディメンション・シンガーズ | フィリピン       |      |                |        |
| ジャカルタより愛をこめて        | エリー・スリ・クダス                 | インドネシア     |      |                |        |

#### その他予選出場者
下記予選出場者のうち、ウルグアイ、スペイン、トルコからの参加曲は歌謡祭規定に抵触したため、審査から除外された。
- ザ・シェリー・シスターズ（アメリカ）
- ホセ・シッド・タバレス（ポルトガル）
- ドナ・ハイタワー（スペイン）
- マリナ・アダモポーロ（ギリシャ）
- ダニー・ディアス（香港）
- サブ（ウルグアイ）
- ダニエル・ポップ（フランス）
- モップス（日本）
- ジョン・マロン（アメリカ）
- ユッカ・コッパマキ（フィンランド）
- ドメニカ（ヴェネズエラ）＜ 歌唱賞 ＞
- ロレッタ・ゴッジ（イタリア）＜ 入賞 ＞
- ミハイ・ドウンブラバ（ルーマニア）
- ザイン・アズマン（マレーシア）
- アン・クリスティ（スウェーデン）
- セナイ（トルコ）
- ジョン・ルーカス（マルタ）
- ジェル・エリフ（オーストラリア）
- ミグノネ・フェルナンド（セイロン）
- ザ・パールシスターズ（韓国）
- モギ・D.（オーストリア）

### 第3回
日時
予選 - 1972年11月17日、11月18日
本選 - 同年11月19日
テーマ「clap your hands」
司会
宍戸錠、シリア・ポール
指揮
小野崎孝輔、宮川泰
演奏バンド
宮間利之とニューハード
小野満とスウィングビーバーズ
新音楽協会
コーラス
ウィルビーズ
シンガーズスリー
ロイヤルナイツ
スタジオシンガーズ
賞
グランプリ
作曲者に対し、3,000ドル・賞状・金メダリオンを授与。
歌手に対し、1,000ドル・賞状・金メダリオンを授与。
入賞
作曲者に対し、1,000ドル・賞状・金メダリオンを授与。
歌手に対し、500ドル・賞状・金メダリオンを授与。
歌唱グランプリ
1,000ドル・賞状・金メダリオンを授与。
歌唱賞
500ドル・賞状・銀メダリオンを授与。
参加賞
参加者全員に記念メダルを授与。

#### 本選出場者
| 曲名                   | 歌手                   | 国・地域       | 入賞 | 歌唱グランプリ | 歌唱賞 |
| ---------------------- | ---------------------- | -------------- | ---- | -------------- | ------ |
| サンタ・マリア         | ザ・ナナ               | ベルギー       | ◯    |                |        |
| 恋のおまじない         | ジョニー・ファーナァム | オーストラリア | ◯    |                |        |
| 太陽に向かって         | ペーター・ホルトン     | 西ドイツ       | ◯    |                |        |
| 何処へ                 | モップス               | 日本           | ◯    |                |        |
| あなただけ             | アダ・モーリ           | イタリア       | ◯    |                |        |
| ゴリラのうた           | チューインガム         | 日本           | ◯    |                |        |
| ゲット・オン・ムーブ   | ピーター&スー&マーク   | スイス         | ◯    |                |        |
| ほほえみをもう一度     | ジネット・レノ         | イギリス       | ◯    | ◯              |        |
| 君のいない世界で       | トニー・クリスティ     | イギリス       | ◯    |                | ◯      |
| 孤独は重く             | チュオン・フン．ヒィー | 韓国           | ◯    |                | ◯      |
| 故郷（くに）はみどり   | エマニュエル           | カナダ         | ◯    |                | ◯      |
| ほほえみを僕に         | ベン・クラマー         | オランダ       |      | ◯              |        |
| 恋はすべてをのりこえて | ソシニッカ             | ポーランド     |      |                | ◯      |
| その他本選出場者       |                        |                |      |                |        |
| 恋人よ、いつの日か     | ミニョンヌ             | セイロン       |      |                |        |
| 忘れたはずの愛         | 伊藤愛子               | 日本           |      |                |        |
| ボクの小犬             | ニール・リード         | イギリス       |      |                |        |
| 愛からさめて           | ヘルピダ               | ギリシャ       |      |                |        |
| 二人だけの言葉         | フランク・シェーベル   | 西ドイツ       |      |                |        |
| ラブ・ライト           | レキシヤ               | アメリカ       |      |                |        |
| 愛は菫につつまれて     | ダニエル・リカリ       | フランス       |      |                |        |

#### その他予選出場者
- マルセロ（チリ）
- スレチコ・ズバック（ユーゴスラビア）
- ベニー・アンド・ビヨルン[注釈 3]（スウェーデン）
- エライザ・ロメロ（ヴェネズエラ）
- ディビッド・カーティス（ニュージーランド）
- ジャン・ピエール・サベリ（フランス）
- ボリス・ゴジュノフ（ブルガリア）
- ジ・アイ（オーストリア）
- フランセス・イップ（香港）
- エバ・マジコバ（チェコスロバキア）
- 岡崎広志（日本）
- マリー・ローズ・マリア（マルタ）
- イサイア・ダイロ&ブルース・ポット・バンド（ナイジェリア）
- ドリ・ゲッツィ（イタリア）
- カティ・コバーチ（ハンガリー）
- クニ河内（日本）
- ツティ・アヘェム（インドネシア）
- フリアン・グラナドス（スペイン）
- ヴァリアント・ヴァンガード（南アフリカ）
- ウンベルト・ニビ（キュラソー）
- ペドロ・ヴィジャール（アルゼンチン）
- ジョナス&エイナー（アイスランド）
- フランキィー・チャー（マレーシア）
- ベン・クラマー（オランダ）
- ヴィトリオ・サントス（ポルトガル）

### 第4回
日時
予選 - 1973年11月16日、11月17日
本選 - 同年11月18日
テーマ「Mother,It's a Song」
司会
坂本九、シリア・ポール
演奏バンド
原信夫とシャープス&フラッツ
新音楽協会
コーラス
女性
シンガーズスリー
ウィルビーズ
男性
ロイヤル・ナッツ
ハニー・ナイツ
賞
グランプリ1
作曲者に対し、3,000ドル・賞状・金メダルを授与。
歌手に対し、1,500ドル・賞状・金メダルを授与。
グランプリ2
作曲者に対し、2,000ドル・賞状・金メダルを授与。
歌手に対し、1,000ドル・賞状・金メダルを授与。
入賞
作曲者に対し、1,000ドル・賞状・銀メダルを授与。
歌手に対し、500ドル・賞状・銀メダルを授与。
歌唱グランプリ
歌手に対し1,000ドル・賞状・金メダル
歌唱賞
歌手に対し500ドル・賞状・銀メダル
参加賞
全作曲者に記念品、全参加者に記念メダル

#### 本選出場者
ヤマハの大会公式サイトによると、本選出場曲数は21曲だが受賞作品以外の資料が不明とのこと。このため受賞者以外の本選出場者（予選通過者）については不明（2023年現在）。
| 曲名             | 歌手                   | 国・地域         | 入賞 | 歌唱グランプリ | 歌唱賞 |
| ---------------- | ---------------------- | ---------------- | ---- | -------------- | ------ |
| パリは不思議     | ジルダ・ジュリアーニ   | イタリア         |      | ◯              |        |
| 遥かなる道       | ショーン・フィリプス   | アメリカ         |      |                | ◯      |
| 恋に有頂天       | キーリー・フォード     | イギリス         |      |                | ◯      |
| 愛の住む所       | ウルシュラ・シピニスカ | ポーランド       | ◯    |                |        |
| さすらいの美学   | 伊勢功一＋まんじ       | 日本             | ◯    |                |        |
| マスカレード     | ショナ・レング         | ニュージーランド | ◯    |                |        |
| すべては愛の中に | ロバート・ロング       | オランダ         | ◯    |                |        |
| 限りなき愛の世界 | デミス・ルソス         | フランス         | ◯    |                |        |
| 去りゆくあなた   | レ・トルバドゥール     | フランス         | ◯    |                |        |
| 心の扉           | ジョイ・フレミング     | 西ドイツ         | ◯    |                | ◯      |
| 愛情の花咲く樹   | シュキ&アヴィヴァ      | イギリス         | ◯    |                | ◯      |
| さよならの世界   | 上條恒彦               | 日本             |      | ◯              |        |
| 星のかがやき     | ネイダ・ペルドーモ     | ヴェネズエラ     |      |                | ◯      |
| 悲しみの朝       | 森山良子               | 日本             |      |                | ◯      |

#### その他予選出場者
- シャリーネ（スペイン）
- ジェレミア（ベルギー）
- ドン・プレストン（アメリカ）
- アニコ・ベンクェ（オーストリア）
- スクラヴィーニ（ユーゴスラビア）
- ティム・ライアン（カナダ）
- エリアンヌ・ダムブル（スイス）
- 岡本正とドボン･エイド・バンド（日本）
- ジャミー・レッドファーン（オーストラリア）
- レジーナ・トス（東ドイツ）
- マリアンジェラ（ギリシャ）
- ポール・アンドリュース（南アフリカ）
- ベビー・カルメリータ（香港）
- ジャンソン（イギリス）
- アンヌ・マリー・デヴィッド（フランス）
- ザ・キャッツ・アイ（スリランカ）
- リー・ドレッサー（アメリカ）
- ビビ・ジョンズ（スウェーデン）
- タン・ラン（南ベトナム）
- シェナイ（トルコ）
- マルセロ・サン・ファン（アルゼンチン）
- 高田真樹子（日本）
- ロス・チャケーニョス（スペイン）
- ジュジャ・コンツ（ハンガリー）
- ブルーリー・マランティカ（インドネシア）
- ホセ・マリ・チャン（フィリピン）
- ヴェロニカ・カストロ（メキシコ）
- マルク・アロ（フィンランド）

### 第5回
日時
予選 - 1974年11月15日、11月16日
本選 - 同年11月17日
テーマ「We're Sun-Lovers.」
司会
坂本九、ジュディ・オング
指揮
小野崎孝輔
演奏
新音楽協会
東京少年少女合唱隊
賞
グランプリ
作品に対し、3,000ドル・賞状・その他を授与。
歌手に対し、1,500ドル・賞状・その他を授与。
入賞
作品に対し、1,000ドル・賞状・その他を授与。
歌手に対し、500ドル・賞状・その他を授与。
最優秀歌唱賞
歌手に対し、1,500ドル・賞状・その他を授与。
歌唱賞
歌手に対し、500ドル・賞状・その他を授与。
川上賞
作品と歌唱に対し、各500ドルを授与。
特別賞
歌手に対し、ヤマハギター1本を授与。

#### 本選出場者
| 曲名                     | 歌手                                               | 国・地域       | 入賞 | 最優秀歌唱賞 | 歌唱賞 | 川上賞 | 特別賞 |
| ------------------------ | -------------------------------------------------- | -------------- | ---- | ------------ | ------ | ------ | ------ |
| 夢みる心地               | エレン・ニコライセン                               | ノルウェー     |      | ◯            |        |        |        |
| いつのまにか君は         | 浜田良美                                           | 日本           |      |              | ◯      |        |        |
| 夏の日の戯れ             | ニコル&ユーゴ                                      | ベルギー       | ◯    |              |        |        |        |
| 悲しみの夕べ             | ヴィクトリア・ヴィンツェ                           | ハンガリー     | ◯    |              |        |        | ◯      |
| ハートをつかまえて       | エルピダ                                           | ギリシャ       | ◯    |              |        |        |        |
| 木曾は山の中             | 葛城ゆき                                           | 日本           | ◯    |              |        | ◯      |        |
| 旅路の果てに             | ファラ・マリア                                     | キューバ       | ◯    |              | ◯      |        |        |
| 恋の傷手                 | アントニオ・カルロス&ジョカフィ、 マリア・クレウザ | ブラジル       | ◯    |              |        | ◯      | ◯      |
| 愛は夢とともに           | ボーランド&ボーランド                              | オランダ       | ◯    |              |        |        | ◯      |
| 太陽の讃歌               | イラニット                                         | イスラエル     | ◯    |              |        | ◯      |        |
| きらめく瞳               | マリオン                                           | フィンランド   | ◯    |              | ◯      |        |        |
| 今では                   | 山崎朗                                             | 日本           |      |              | ◯      |        |        |
| その他本選出場者         |                                                    |                |      |              |        |        |        |
| この愛を歌にのせて       | サマンサ・サング                                   | オーストラリア |      |              |        |        |        |
| 破局の時                 | チャーリー・レロイ                                 | アルゼンチン   |      |              |        |        |        |
| 夢が実る時               | ピーター・コルネリアス                             | オーストリア   |      |              |        |        |        |
| スターダスト・セレナーデ | マイケル・ダボ                                     | イギリス       |      |              |        |        |        |
| ショー・ハッハ           | サンドラ・ラング                                   | 香港           |      |              |        |        |        |
| 妖精のハーモニー         | アン・クリスティー                                 | ベルギー       |      |              |        |        |        |
| この人生にほほえみを     | ア・テイスト・オブ・ハニー                         | アメリカ       |      |              |        |        |        |
| 愛の予感                 | ロザンナ・フラテロ                                 | イタリア       |      |              |        |        |        |
| チャップリンに愛をこめて | チューインガム                                     | 日本           |      |              |        |        |        |
| 雨の日のひとりごと       | 八神純子                                           | 日本           |      |              |        |        |        |
| 愛の歌声                 | アナリヤ                                           | チリ           |      |              |        |        |        |
| 人生無情                 | ザ・ナナス                                         | ベルギー       |      |              |        |        |        |

#### その他予選出場者
- 柴田容子とシスコ・キッド（日本）
- カルメン・グスマン&エンゾ・グスマン（マルタ）
- ピーター、スー&マーク（スイス）
- ユッタ・ヴァインホルト（西ドイツ）＜ 欠場 ＞
- ジェフ・バーネル（フランス）
- ディダ・ドラガン（ルーマニア）
- マリスカ・ヴェェレス（オランダ）
- ショナ・レーン（ニュージーランド）
- スズメの合唱団（日本）
- ブローリー・マランティカ（インドネシア）
- ホセ・ルイス・ロドリゲス（ヴェネズエラ）＜ 歌唱賞 ＞
- パッツィ・ギャラン（カナダ）
- パク・キュン・ヒー（韓国）
- ビビ・ジョーンズ（スウェーデン）
- ピーマン（日本）
- ホセ&ダリオ（コロンビア）＜ 特別賞 ＞
- オリヴィア・グレイ（スイス）
- レオニール・マコーミック（ベルギー）
- オルセン・ブラザーズ（デンマーク）
- ベネディクト（フランス）
- ジョエル・ナヴァーロ（フィリピン）
- ジョー・ドラン（イギリス）

### 第6回
日時
予選 - 1975年11月14日、11月15日
本選 - 同年11月16日
司会
坂本九、ジュディ・オング
指揮
小野崎孝輔
演奏
ヤマハ・ポップス・オーケストラ
賞
グランプリ
作品に対し、5,000ドル・賞状・金メダリオンを授与。
入賞
作品に対し、1,000ドル・賞状・銀メダリオンを授与。
最優秀歌唱賞
歌手に対し、2,000ドル・賞状・金メダリオンを授与。
歌唱賞
歌手に対し、500ドル・賞状・銀メダリオンを授与。
川上賞
作品に対し、500ドル・賞状を授与。

#### 本選出場者
| 曲名                     | 歌手                         | 国・地域       | 入賞 | 最優秀歌唱賞 | 歌唱賞 | 川上賞 |
| ------------------------ | ---------------------------- | -------------- | ---- | ------------ | ------ | ------ |
| 哀しみの渚               | ネイダ・ペルドーモ           | ヴェネズエラ   |      | ◯            |        |        |
| 君の瞳に愛の光           | トム・サリヴァン             | アメリカ       |      | ◯            |        |        |
| マリリンは愛の歌         | ケリー・スティーブンス       | アメリカ       | ◯    |              |        |        |
| 想い出のスクリーン       | ティファニー                 | フランス       | ◯    |              |        |        |
| 愛の呼び声               | フェルナンド・デ・マダリアガ | アルゼンチン   | ◯    |              | ◯      |        |
| 君の住んでいた街         | 松崎しげる                   | 日本           | ◯    |              | ◯      |        |
| 嘆きのトランペット       | マリーサ・サケット           | イタリア       | ◯    |              | ◯      |        |
| 昨日・今日・明日         | ホセ・スィッド               | ポルトガル     | ◯    |              |        |        |
| ジェレミー               | カリーヌ                     | フランス       | ◯    |              |        |        |
| わかってください         | 因幡晃                       | 日本           | ◯    |              |        |        |
| エリザベス               | ノーミー・ロー               | オーストラリア | ◯    |              |        |        |
| ゴー・オン…              | マリー・スピテリ             | マルタ         |      |              | ◯      |        |
| 失なわれた時へのなごり   | ベン・クラマー               | オランダ       |      |              | ◯      |        |
| ミスター・ロンサム       | 柴田容子                     | 日本           |      |              | ◯      | ◯      |
| ドント・セイ・グッドバイ | ボビー・ソロ                 | イタリア       |      |              |        | ◯      |
| その他本選出場者         |                              |                |      |              |        |        |
| 花は死なない             | アイシャ                     | イギリス       |      |              |        |        |
| キリアキ -二人の日曜日-  | ブラシス・ボナソス           | ギリシャ       |      |              |        |        |
| ベビー・アンド・レディー | エリアーヌ・ダンブル         | スイス         |      |              |        |        |
| わたり鳥                 | 七福神                       | 日本           |      |              |        |        |
| マイ・ファーザー         | ペギー・マーチ               | 西ドイツ       |      |              |        |        |

#### その他予選出場者
- ウォーター・ルー&ロビンソン（オーストリア）
- パオロ・サルバトーレ（チリ）
- 八神純子（日本）
- カロル・ドゥホン（チェコスロヴァキア）
- ヒラリー・フランシス（シンガポール）
- 斉藤普&石垣直美（日本）
- アンナ・リー（ニュージーランド）
- ミリアム・ラモス（キューバ）
- アンナ・マリア・バラッタ（イタリア）
- ジョウン・オルリンズ（ルクセンブルグ）
- コホル・ダン（アイルランド）
- チュン・ミ・ジョ（韓国）
- デイブ&ジューン・ブルックス（イギリス）
- ギジェレルモ・バステレチェア（スペイン）
- ディディット・レィエス（フィリピン）
- ニッシム・サルシ（イスラエル）
- チェルシア・チャン（香港）
- リジャ&ルイ（ユーゴスラビア）
- メルキー・ジャニス・グスラゥ（インドネシア）
- ロコモティブ・G.T（ハンガリー）
- On（日本）
- マグダ・ヤドゥーガ・ビエレッカ（ポーランド）
- ステファニー・デ・サイケス（イギリス）
- フィリップ（フランス）

### 第7回
日時
予選 - 1976年11月19日、11月20日
本選 - 同年11月21日
テーマ「Clap Your Hands Tap Your Hearts」
司会
坂本九、ジュディ・オング
指揮
小野崎孝輔
演奏
ヤマハ・ポップス・オーケストラ
賞
グランプリ
作品に対し、5,000ドル相当円・賞状・金メダリオンを授与。
入賞
作品に対し、1,000ドル相当円・賞状・銀メダリオンを授与。
最優秀歌唱賞
歌手に対し2,000ドル相当円・賞状・金メダリオンを授与。
歌唱賞
歌手に対し500ドル相当円・賞状・銀メダリオンを授与。

#### 本選出場者
| 曲名                       | 歌手                                            | 国・地域       | 入賞 | 最優秀歌唱賞 | 歌唱賞 |
| -------------------------- | ----------------------------------------------- | -------------- | ---- | ------------ | ------ |
| せつなく甘く               | フランコ&レジーナ                               | イタリア       |      |              | ◯      |
| グッドバイ・モーニング     | サンディー                                      | 日本           |      | ◯            |        |
| 大空への祈り               | マリー・クリスティ                              | モナコ         | ◯    | ◯            |        |
| 癒されぬ孤独               | ロベール・コゴワ                                | ベルギー       | ◯    |              |        |
| 哀しみのバラード           | 根田成一                                        | 日本           | ◯    |              |        |
| ロマーノ                   | ジェラルディン                                  | イギリス       | ◯    |              |        |
| オン・ザ・ルース           | マーティ・ローン                                | オーストラリア | ◯    |              | ◯      |
| 鐘                         | ホワイト・ハウスII                              | 日本           | ◯    |              |        |
| 心の旅                     | エヴァ                                          | ブラジル       | ◯    |              |        |
| 恋のハーモニー             | スプリンター                                    | イギリス       | ◯    |              |        |
| 愛の水辺                   | ジャンニ・モランディ                            | イタリア       | ◯    |              |        |
| 恋のクラウン               | ジグソー                                        | イギリス       | ◯    |              |        |
| 愛のシャンソン             | カトリーヌ・フェリー                            | フランス       | ◯    |              |        |
| ラビング・ハート           | セレステ・レガスピ                              | フィリピン     |      |              | ◯      |
| 花咲く青春                 | ハンス・ユルゲン・バイヤー                      | 東ドイツ       |      |              | ◯      |
| 歌いつづけて               | ラドイカ                                        | ユーゴスラビア |      |              | ◯      |
| その他本選出場者           |                                                 |                |      |              |        |
| ハロー・アンド・グッドバイ | ウイリアム・トラゲサー、 ケリー・スティーブンス | アメリカ       |      |              |        |
| 迫り来る時                 | ホセ&ダリオ                                     | コロンビア     |      |              |        |
| 故郷を求めて               | グループ“5T”                                    | ルーマニア     |      |              |        |
| 君さえいれば               | ダニー・ローダー                                | 西ドイツ       |      |              |        |
| Mr.じょんから              | キン・バンド                                    | 日本           |      |              |        |
| 二人の戯れ                 | ガリ・アタリ                                    | イスラエル     |      |              |        |
| 平和、愛、自由             | ノエル&ラ・セイロニアンズ                       | スリランカ     |      |              |        |
| 君は風                     | 佐々木幸男                                      | 日本           |      |              |        |
| 青春のきらめき             | フィリップ・ロメ                                | フランス       |      |              |        |

#### その他予選出場者
- マリアンジェラ（ギリシャ）
- キャロリーヌ・ベルディ（フランス）
- ミゲル・ポンス（スペイン）
- リー・マーク・スピーロ&ホーム・ブリュー（アメリカ）
- 中川由乃（日本）
- スアン（イタリア）
- フレデリック（フィンランド）
- ジョー・クタヤール（マルタ）
- ヘザメ・リーディング（オランダ）
- ローズ・メリル（フランス）
- ロウェナ・コルテス（香港）
- シェナイ（トルコ）
- イレナ・ヤロッカ（ポーランド）
- グラシエラ・ジュステ（アルゼンチン）
- レッド・ハーレイ（アイルランド）
- グレース・シモン（インドネシア）
- 亜雲土（日本）
- デュドミーラ・バルィーキナ（ソ連）
- Cha Cha II（日本）
- マイケル・ティンスレー（イギリス）
- ベロニク・ニュラー（スイス）

### 第8回
日時
予選 - 1977年11月11日、11月12日
本選 - 同年11月13日
司会
坂本九、ジュディ・オング
指揮
小野崎孝輔
演奏
ヤマハ・ポップス・オーケストラ
コーラス
ニューシンガーズスリー・ブレッスンフォー
賞
グランプリ
作品に対し、賞状・金メダリオン・賞金5,000ドルを授与。
最優秀歌唱賞
歌手に対し、賞状・金メダリオン・賞金2,000ドルを授与。
入賞
作品に対し、賞状・銀メダリオン・賞金1,000ドルを授与。
歌唱賞
歌手に対し、賞状・銀メダリオン・賞金500ドルを授与。

#### 本選出場者
| 曲名                     | 歌手                                                    | 国・地域       | 最優秀歌唱賞 | 入賞 | 歌唱賞 |
| ------------------------ | ------------------------------------------------------- | -------------- | ------------ | ---- | ------ |
| 女の肖像                 | ミア・マルティーニ                                      | イタリア       | ◯            | ◯    |        |
| つむじ風                 | ジョニー・モンテ                                        | パラグアイ     | ◯            | ◯    |        |
| 自由になりたいために     | 下村明彦                                                | 日本           |              | ◯    |        |
| 悲しみにボンソワール     | ニコール・マルタン                                      | カナダ         |              | ◯    |        |
| 愛の絆                   | ジョージ・チャキリス                                    | イギリス       |              | ◯    |        |
| 平和への祈り             | アジー・バンディ& ヘティ・コース・アンダン              | インドネシア   |              | ◯    |        |
| さよならの言葉           | 小野香代子                                              | 日本           |              | ◯    |        |
| 夢みるマリア             | マリア・デル・カルメン                                  | メキシコ       |              | ◯    |        |
| 愛は遠く                 | マルティーヌ・クレマンソー                              | フランス       |              | ◯    |        |
| ライド・ライド・アメリカ | ポール・オゴーマン                                      | オーストラリア |              | ◯    | ◯      |
| 夢からさめて             | アイダ・ペッカン                                        | トルコ         |              | ◯    | ◯      |
| スター                   | 木村恭子                                                | 日本           |              |      | ◯      |
| その他本選出場者         |                                                         |                |              |      |        |
| 誘惑のマドリード         | バカラ                                                  | 西ドイツ       |              |      |        |
| ジュリー                 | オールセン・ブラザーズ                                  | デンマーク     |              |      |        |
| シャル・ウィー・ダンス   | アイスクリーム・ファンタジー                            | 日本           |              |      |        |
| 愛のおもかげ             | バズ・ケイソン                                          | アメリカ       |              |      |        |
| 飛んでけドミニク         | ザ・ミスティック・ナイツ・オブ ・ジ・オインゴ・ボインゴ | アメリカ       |              |      |        |
| 歌に焦れて               | ピエラ・マルテル                                        | スイス         |              |      |        |
| あなただけを愛して       | ヘウニ                                                  | 韓国           |              |      |        |
| いとしのビーア           | ウィルソン・シモナール                                  | ブラジル       |              |      |        |
| ブギーマン               | タイスカ                                                | フィンランド   |              |      |        |

#### その他予選出場者
- ケリー・マリー（イギリス）
- ベティ・ミシエゴ（スペイン）
- ダニエラ・ダボリ（イタリア）
- エンリケ（フランス）＜ 歌唱賞 ＞
- アドリーン・ジョンストン（アメリカ）
- 小林契（日本）
- 広山敬子（日本）
- エディ・バス（香港）
- ミミ・ニコロバ（ブルガリア）
- カルメン・パテーニャ（フィリピン）
- ニコール・メリー（ベルギー）
- カレル・ゴット（チェコスロバキア）＜ 歌唱賞 ＞
- キム・ハート（ニュージーランド）
- ピノ・レッジェーリ（イタリア）
- 心斎橋ラッシュ（日本）
- デリシア（フランス）
- ニコレッタ（フランス）

### 第9回
日時
予選 - 1978年11月10日、11月11日
本選 - 同年11月12日
司会
坂本九、ジュディ・オング
指揮
小野崎孝輔
演奏
ヤマハ・ポップス・オーケストラ
コーラス
ロイヤル・ナイツ
賞
グランプリ
作品に対し、賞状・金メダリオン・賞金5,000ドルを授与。
最優秀歌唱賞
歌手に対し、賞状・金メダリオン・賞金2,000ドルを授与。
入賞
作品に対し、賞状・銀メダリオン・賞金1,000ドルを授与。
歌唱賞
歌手に対し、賞状・銀メダリオン・賞金500ドルを授与。

#### 本選出場者
| 曲名                 | 歌手                     | 国・地域       | 最優秀歌唱賞 | 入賞 | 歌唱賞 |
| -------------------- | ------------------------ | -------------- | ------------ | ---- | ------ |
| ラブ・ロック         | ティナ・チャールズ       | イギリス       |              |      | ◯      |
| 愛のおとずれ         | ジルダ・ジュリアーニ     | イタリア       | ◯            | ◯    |        |
| 傷心                 | 大友裕子                 | 日本           | ◯            | ◯    |        |
| バラ色のメロディー   | ガイズン・ドールズ       | イギリス       |              | ◯    |        |
| 歌は友だち           | ジェラルディン&ピクルス  | アイルランド   |              | ◯    |        |
| ふたりだけの涙       | ヴィアネラ               | イタリア       |              | ◯    | ◯      |
| ウルバンバ最終便     | ロス・マチュカンボス     | スペイン       |              | ◯    |        |
| 忘れたはずなのに     | アストラッド・ジルベルト | ブラジル       |              | ◯    |        |
| 黒い鷲とカンテレ     | 季節風                   | 日本           |              | ◯    |        |
| 愚かな私             | ソニア・リバス           | メキシコ       |              |      | ◯      |
| その他本選出場者     |                          |                |              |      |        |
| 酒場のギター弾き     | 山川義幸                 | 日本           |              |      |        |
| レッツ・ダンス       | オリジナル・キャスト     | イギリス       |              |      |        |
| イン・ザ・モーニング | ロウィナ・コルテス       | アメリカ       |              |      |        |
| 青春のあやまち       | スコット・イングリッシュ | アメリカ       |              |      |        |
| 哀しみの時           | レオン・バーガー         | オーストラリア |              |      |        |
| 恋の道化師           | ミッキー・ドレンツ       | イギリス       |              |      |        |
| 甘い炎               | フレクエンシア・モード   | チリ           |              |      |        |

#### その他予選出場者
- アンナ・ヴィッシ（ギリシャ）
- マルティナ・エクウィルツ（オーストリア）
- リナタス（日本）
- デノック・ワハユディー（インドネシア）
- U.U.（ユーユー）（日本）
- ジャン・ポール・カラ（フランス）
- ペーター・ヘチュコ（チェコスロバキア）
- スティーブ・アレン（ニュージーランド）
- ディディ（オランダ）
- パトリシア・チャン（香港）
- ニコラス・ペイラック（フランス）
- 斉藤久美子（日本）
- トーベン・レンダガー（デンマーク）
- ハンス・ユルゲン・バイヤー（東ドイツ）＜ 歌唱賞 ＞
- スザンヌ・クレー（スイス）
- ロキャップ&シャーウッド（アメリカ）
- チョン・ミ・ジョ（韓国）＜ 歌唱賞 ＞
- パラダイス・バーズ（フランス）

### 第10回
日時
予選 - 1979年11月9日、11月10日
本選 - 同年11月11日
司会
坂本九、ジュディ・オング
指揮
小野崎孝輔
演奏
ヤマハ・ポップス・オーケストラ
コーラス
ニューシンガーズフォー
ロイヤルナイツ
賞
グランプリ
作品に対し、賞状・金メダリオン・賞金5,000ドルを授与。
最優秀歌唱賞
歌手に対し、賞状・金メダリオン・賞金2,000ドルを授与。
入賞
作品に対し、賞状・銀メダリオン・賞金1,000ドルを授与。
歌唱賞
歌手に対し、賞状・銀メダリオン・賞金500ドルを授与。
川上賞
作品に対し、賞状・銀メダリオン・賞金500ドルを授与。

#### 本選出場者
| 曲名                           | 歌手                                  | 国・地域         | 最優秀歌唱賞 | 入賞 | 歌唱賞 | 川上賞 |
| ------------------------------ | ------------------------------------- | ---------------- | ------------ | ---- | ------ | ------ |
| 大都会                         | クリスタルキング                      | 日本             |              |      | ◯      |        |
| ユア・ザ・ファイアー           | シシー・ヒューストン                  | アメリカ         | ◯            | ◯    |        |        |
| いつもあなたと                 | エリサ・チャン                        | 香港             |              | ◯    |        |        |
| 我が心のルアンダ               | マリア・クレウザ                      | ブラジル         |              | ◯    |        |        |
| ユー                           | マジック                              | イギリス         |              | ◯    |        |        |
| センセイション                 | マリア・ヒメネス                      | スペイン         |              | ◯    |        |        |
| アイル・ウェイト・フォー・ユー | リーサ・リー                          | 日本             |              | ◯    |        |        |
| 哀歌                           | 金子裕則                              | 日本             |              | ◯    |        |        |
| ヒア・アンド・ナウ             | デライラ                              | オーストラリア   |              | ◯    |        |        |
| 流浪（さまよい）               | 小柳孝人と ボックス・オフィス・バンド | 日本             |              |      |        | ◯      |
| その他本選出場者               |                                       |                  |              |      |        |        |
| 花の咲く樹のように             | ノエル・コルディエ                    | フランス         |              |      |        |        |
| ビザール                       | ジュリー・バタイユ                    | フランス         |              |      |        |        |
| アウト・オブ・コントロール     | キム・ハート& スティーブ・アレン      | ニュージーランド |              |      |        |        |
| フーリン・マイセルフ           | ポール・ニコラス                      | アメリカ         |              |      |        |        |
| 心の友                         | マリア・メディーナ                    | メキシコ         |              |      |        |        |

#### その他予選出場者
- メイウッド（オランダ）
- 鈴木一平（日本）
- ジュディット・スーチェ（ハンガリー）
- マル（イタリア）＜ 歌唱賞 ＞
- カリビアン・レビュー（日本）
- クロード・ロンバール（ベルギー）
- ヘレナ・ボンドラチュコーバ（チェコスロバキア）
- マルチェラ（イタリア）
- ベニー・ボルグ（ノルウェー）
- 芝田洋一（日本）
- ピーター・ヌーン（アメリカ）
- ボルノック・フタウルック（インドネシア）
- フェルナンド・デ・マダリアガ（アルゼンチン）＜ 歌唱賞 ＞
- キム・クラーク（イギリス）
- オメロ（ペルー）＜ 歌唱賞 ＞
- ギラ（西ドイツ）

### 第11回
日時
予選 - 1980年11月14日、11月15日
本選 - 同年11月16日
司会
坂本九、ジュディ・オング
指揮
小野崎孝輔、大友直人
演奏
ヤマハ・ポップス・オーケストラ
コーラス
ロイヤルナイツ
ニューシンガーズフォー
賞
グランプリ
作品に対し、賞状・金メダリオン・賞金10,000ドルを授与。
最優秀歌唱賞
歌手に対し、賞状・金メダリオン・賞金5,000ドルを授与。
入賞
作品に対し、賞状・銀メダリオン・賞金1,000ドルを授与。
歌唱賞
歌手に対し、賞状・銀メダリオン・賞金500ドルを授与。
川上賞
歌手に対し、賞状・銀メダリオン・賞金500ドルを授与。

#### 本選出場者
| 曲名                       | 歌手                                  | 国・地域       | 最優秀歌唱賞 | 入賞 | 歌唱賞 | 川上賞 |
| -------------------------- | ------------------------------------- | -------------- | ------------ | ---- | ------ | ------ |
| 風に消えた恋               | メアリー・マッグレガー                | アメリカ       | ◯            |      |        |        |
| 愛を心に                   | エディ山本                            | 日本           | ◯            | ◯    |        |        |
| とどかぬ想い               | ダン・ヒル                            | カナダ         |              | ◯    | ◯      |        |
| 君に贈るコンサート         | サイモン・ギャレアー                  | オーストラリア |              | ◯    | ◯      |        |
| モーニング・マン           | ルパート・ホルムズ                    | アメリカ       |              | ◯    | ◯      |        |
| 僕のフランチェスカ         | トト・クトゥーニョ                    | イタリア       |              | ◯    |        |        |
| マリー・アン               | クリストファー・クロス                | アメリカ       |              | ◯    |        |        |
| メリー・ブラウン           | エミリー・スター ・エクスプロージョン | ベルギー       |              | ◯    |        |        |
| ギブ・イット・アップ       | キキ・ディー                          | イギリス       |              |      | ◯      |        |
| 愛のパートナー             | アル・バーノ&ロミナ・パワー           | イタリア       |              |      |        | ◯      |
| その他本選出場者           |                                       |                |              |      |        |        |
| マリン・Blue・スカイ       | カヤ                                  | 日本           |              |      |        |        |
| 春の訪れ                   | シャンタル・ビヨン                    | フランス       |              |      |        |        |
| サザン・コンフォート       | ジェラード・ケニー                    | イギリス       |              |      |        |        |
| スティル・ムービング・オン | カーリーン                            | ジャマイカ     |              |      |        |        |
| やすらぎの日々             | アニタ・サラワク                      | シンガポール   |              |      |        |        |
| 孤独のメッセージ           | キャデラックスリム                    | 日本           |              |      |        |        |

#### その他予選出場者
- インガー・ライズ（ノルウェー）
- チェウニ（韓国）
- エドアルド・マルティ（スペイン）
- トライアル・スポット（日本）
- レシ・ブランダン（ブラジル）
- グラシェラ・ジュステ（アルゼンチン）
- マホイ（日本）
- ヤナ・クラトフビロバ（チェコスロバキア）
- KAZ&5 Rockers（日本）
- グラディス・メルカード（ペルー）
- ボブ・トゥトゥポリ（インドネシア）
- コリー・ハート（カナダ）
- エバ・キッス（ルーマニア）

### 第12回
日時
予選 - 1981年10月30日、10月31日
本選 - 同年11月1日
司会
坂本九、ジュディ・オング
指揮
小野崎孝輔、大友直人
演奏
ヤマハ・ポップス・オーケストラ
コーラス
ロイヤルナイツ
ニューシンガーズフォー
賞
グランプリ
作品に対し、賞状・金メダリオン・賞金10,000ドルを授与。
最優秀歌唱賞
歌手に対し、賞状・金メダリオン・賞金3,000ドルを授与。
最優秀賞
作品に対し、賞状・銀メダリオン・賞金3,000ドルを授与。
入賞
作品に対し、賞状・銀メダリオン・賞金1,000ドルを授与。
川上賞
作曲者に対し、賞状・銀メダリオン・賞金1,000ドルを授与。

#### 本選出場者
| 曲名                             | 歌手               | 国・地域     | 最優秀歌唱賞 | 最優秀賞 | 入賞 | 川上賞 |
| -------------------------------- | ------------------ | ------------ | ------------ | -------- | ---- | ------ |
| 星影のふたり                     | ウド・ユルゲンス   | オーストリア | ◯            |          | ◯    |        |
| あなたは誰かを                   | マリア・デル・ソル | メキシコ     | ◯            |          |      | ◯      |
| ミュージック・パワー             | ピーチズ&ハーブ    | アメリカ     |              | ◯        |      |        |
| 恋はワンダー・ゲーム             | バックス・フィズ   | イギリス     |              | ◯        |      |        |
| 恋するビビ                       | ジャンニ・トーニ   | イタリア     |              | ◯        |      |        |
| ハッピネス                       | ナダ・ヴィヤカーン | タイ         |              | ◯        |      |        |
| トゥ・ヤング・トゥ・ノウ         | アニタ・メイヤー   | オランダ     |              |          | ◯    |        |
| 恋はセンチメンタル               | マリー・ミリアム   | フランス     |              |          | ◯    |        |
| 愛しい"Say ! I Love you forever" | Spunky             | 日本         |              |          | ◯    |        |
| その他本選出場者                 |                    |              |              |          |      |        |
| ハロー・ハウ・アー・ユー         | マリア・アロンソ   | ヴェネズエラ |              |          |      |        |
| イエスタデイ・ドリーム           | リボルバー         | 西ドイツ     |              |          |      |        |
| 永遠の時間                       | ウヴェ・イェンセン | 東ドイツ     |              |          |      |        |
| 想い出のラブ・ソング             | ジム・フォトグロ   | アメリカ     |              |          |      |        |
| ダークホースの夢                 | チャーリー・ドア   | イギリス     |              |          |      |        |
| 哀しみはイエスタデイ             | 古賀孝             | 日本         |              |          |      |        |

#### その他予選出場者
- シャロン・オニール（ニュージーランド）
- 爆風銃（バップガン）（日本）
- ロベルタ（イタリア）
- リーサ（カナダ）
- ローラ・ファラディ（レバノン）
- リンダ・ジョージ（オーストラリア）
- 野瀬咲子（日本）
- レンカ・フィリポーヴァ（チェコスロバキア）
- リンダ・デ・スーザ（ポルトガル）
- ヘティ・クース・エンダン&ウィス・ダーリア（インドネシア）
- ホリー・ペンフィールド（アメリカ）
- スーパー・スランプ（日本）

### 第13回
日時
予選 - 1982年10月29日、10月30日
本選 - 同年10月31日
司会
坂本九、ジュディ・オング
指揮
小野崎孝輔、大友 直人
演奏
ヤマハ・ポップス・オーケストラ
コーラス
ロイヤルナイツ
ニューシンガーズフォー
賞
グランプリ
作品に対し、賞状・金メダリオン・賞金10,000ドルを授与。
最優秀歌唱賞
歌手に対し、賞状・金メダリオン・賞金3,000ドルを授与。
最優秀賞
作品に対し、賞状・銀メダリオン・賞金3,000ドルを授与。
入賞
作品に対し、賞状・銀メダリオン・賞金1,000ドルを授与。
川上賞
作品に対し、賞状・銀メダリオン・賞金1,000ドルを授与。

#### 本選出場者
| 曲名                     | 歌手                                       | 国・地域         | 最優秀歌唱賞 | 最優秀賞 | 入賞 | 川上賞 |
| ------------------------ | ------------------------------------------ | ---------------- | ------------ | -------- | ---- | ------ |
| 愛を教えて               | ヨシオ                                     | メキシコ         | ◯            | ◯        |      |        |
| ママに贈る詩             | セリーヌ・ディオン                         | カナダ           |              | ◯        |      |        |
| 哀ダンサー               | 本田美緒                                   | 日本             |              |          | ◯    |        |
| ホリデイ・イン・メキシコ | ジョン・ロウルズ                           | ニュージーランド |              |          | ◯    |        |
| 愛への祈り               | ロネン                                     | イスラエル       |              |          | ◯    |        |
| 春になれば               | 岩切みきよし                               | 日本             |              |          | ◯    |        |
| 愛しのレイディ           | ハルフェ・マレホロ& ジェロニモ・シンガーズ | インドネシア     |              |          |      | ◯      |
| 月夜のマドンナ           | ピエロ・カッサーノ                         | イタリア         |              |          |      | ◯      |
| その他本選出場者         |                                            |                  |              |          |      |        |
| 美しき罪と愛             | ブラウリオ                                 | スペイン         |              |          |      |        |
| さよならは言わないで     | サラ・チェン                               | 台湾             |              |          |      |        |
| たわむれの恋のままに     | 豊広純子                                   | 日本             |              |          |      |        |
| 自由のつばさ             | タフィー・マッケロイ                       | アメリカ         |              |          |      |        |
| 永遠（とわ）の恋人       | B.J.トーマス                               | アメリカ         |              |          |      |        |
| 愛がすべて               | マニーヌ・サムラス                         | タイ             |              |          |      |        |

#### その他予選出場者
- ピーター・ルンドブラッド（スウェーデン）
- カルリーン・ディビス（ジャマイカ）
- ブライアン・アダムス（カナダ）
- ステラ（ベルギー）
- 殿岡隆&チャンネル2（日本）
- ダラー（テレサ・バザールとデヴィッド・ヴァン・デイ）[9]（イギリス）
- ジョナサン・グレッグ（アイルランド）
- 佐藤弥生（日本）
- シーバ（オランダ）
- トニー・ヒーロス（オーストラリア）
- クリストバル（チリ）
- リシャール・ドゥウィット（フランス）
- ジェイド（イギリス）
- ディアナ・ペケーノ（ブラジル）

### 第14回
日時
予選 - 1983年10月29日
本選 - 同年10月30日
司会
坂本九、ジュディ・オング
指揮
小野崎孝輔、大友直人
演奏
ヤマハ・ポップス・オーケストラ
コーラス
ロイヤルナイツ
ニューシンガーズフォー
賞
グランプリ
作品に対し、賞状・金メダリオン・賞金10,000ドルを授与。
最優秀歌唱賞
歌手に対し、賞状・金メダリオン・賞金3,000ドルを授与。
入賞
作品に対し、賞状・銀メダリオン・賞金1,000ドルを授与。
川上賞
歌手に対し、賞状・銀メダリオン・賞金1,000ドルを授与。

#### 本選出場者
| 曲名                                    | 歌手                                 | 国・地域     | 最優秀歌唱賞 | 入賞 | 川上賞 |
| --------------------------------------- | ------------------------------------ | ------------ | ------------ | ---- | ------ |
| あなたなしでは                          | オメロ                               | ペルー       | ◯            | ◯    |        |
| 傷心の天使                              | クリスタル                           | メキシコ     |              | ◯    |        |
| 麗しきジプシー                          | ベッシー                             | ギリシャ     |              | ◯    |        |
| スウィート･メロディー                   | ニコル                               | 西ドイツ     |              | ◯    |        |
| 星へのパスポート                        | イ・プー                             | イタリア     |              | ◯    |        |
| ポイント・オブ・ラブ                    | スモール・トーク                     | イギリス     |              |      | ◯      |
| フォー・ワンス・イン ・マイ・ライフ     | フラン・ゴールド                     | アメリカ     |              | ◯    |        |
| その他本選出場者                        |                                      |              |              |      |        |
| ダブルキャスティングゲーム              | 黒瀬智宏& STASIONS                   | 日本         |              |      |        |
| フェイス・トゥ・フェイス                | サンディ・ファリーナ                 | アメリカ     |              |      |        |
| 自由を求めて                            | ファン・アントニオ・ラブラ           | チリ         |              |      |        |
| メランコリー                            | ティツィアーナ・リバーレ             | イタリア     |              |      |        |
| 雨の日                                  | 辛島美登里                           | 日本         |              |      |        |
| 彼女はモア・ロマンサー                  | ボビー・コールドウェル               | アメリカ     |              |      |        |
| 綿の木の歌                              | アンディ・メリーム・マタラータ       | インドネシア |              |      |        |
| 1991 （ナインティーン・ナインティワン） | PLANET CYCLE! （プラネットサイクル） | 日本         |              |      |        |
| オーレイディ                            | キャンディッド                       | 日本         |              |      |        |

#### その他予選出場者
- カメリー（チェコスロバキア）
- ロリ・バーマー（オーストラリア）
- ミッシェル・ローラン（フランス）
- ルイーズ・タッカー（オランダ）
- ジン・ボラ（韓国）
- ディアンヌ・テル（カナダ）
- マリアネッラ（アルゼンチン）
- アストリッド・クレー（フランス）

### 第15回
日時
予選 - 1984年10月27日
本選 - 同年10月28日
司会
坂本九、ジュディ・オング
指揮
小野崎孝輔、大友直人
演奏
ヤマハ・ポップス・オーケストラ
コーラス
ロイヤルナイツ
ニューシンガーズフォー
賞
グランプリ
作品に対し、賞状・金メダリオン・賞金10,000ドルを授与。
最優秀歌唱賞
歌手に対し、賞状・金メダリオン・賞金3,000ドルを授与。
入賞
作品に対し、賞状・銀メダリオン・賞金1,000ドルを授与。

#### 本選出場者
| 曲名                              | 歌手                                     | 国・地域       | 最優秀歌唱賞 | 入賞 |
| --------------------------------- | ---------------------------------------- | -------------- | ------------ | ---- |
| パーティー・ライツ                | フランス・ジョリ                         | カナダ         | ◯            |      |
| 恋のサイレンス                    | ジョディー・ロッコ                       | 西ドイツ       |              | ◯    |
| クライング・イン ・ユア・スリープ | リサ・エドワーズ& エイドリアン・スコット | オーストラリア |              | ◯    |
| アマゾン                          | マーク・ジョーダン                       | アメリカ       |              | ◯    |
| 歌舞伎                            | 川口雅子                                 | 日本           |              | ◯    |
| マジック・モーメンツ              | マティア・バザール                       | イタリア       |              | ◯    |
| タフタのドレス                    | ジョアン・ボスコ                         | ブラジル       |              | ◯    |
| その他本選出場者                  |                                          |                |              |      |
| 金色の目                          | 新居昭乃                                 | 日本           |              |      |
| たわいないトワイライト            | 松崎真人                                 | 日本           |              |      |
| 明日へのステップ                  | フィナ・パンドゥウィナタ                 | インドネシア   |              |      |
| ジェリコ                          | シャーリーン                             | アメリカ       |              |      |
| ヒズ・アイズ                      | シェイラ・ウォルシュ                     | イギリス       |              |      |
| 恋のチャンス                      | アニック・トゥマゾー                     | フランス       |              |      |
| 小さな青い花                      | ロス・カルカス                           | ボリビア       |              |      |

#### その他予選出場者
- フィオルダリーゾ（イタリア）
- 後藤悟 with タランチュラ（日本）
- レメディオス・アマヤ&パコ・エスクデーロ（スペイン）
- ダニー・チェン（香港）
- ハリー・ボグダノフ（イギリス）
- クラーリ・カトナ（ハンガリー）＜ 最優秀歌唱賞 ＞
- クレメンテ（ポルトガル）
- ピュア・バックス（日本）
- Mr.ミスター（アメリカ）＜欠場＞
- アロンドゥラ（メキシコ）

### 第16回
日時
予選 - 1985年10月26日
本選 - 同年10月27日
司会
上條恒彦、楠田枝里子
指揮
小野崎孝輔、大友直人
演奏
ヤマハ・ポップス・オーケストラ
コーラス
ロイヤルナイツ
ニューシンガーズフォー
賞
グランプリ
作品に対し、賞状・金メダリオン・賞金10,000ドルを授与。
最優秀歌唱賞
歌手に対し、賞状・金メダリオン・賞金3,000ドルを授与。
入賞
作品に対し、賞状・銀メダリオン・賞金1,000ドルを授与。
川上賞
作品に対し、賞状・銀メダリオン・賞金1,000ドルを授与。

#### 本選出場者
| 曲名                       | 歌手                     | 国・地域     | 最優秀歌唱賞 | 入賞 | 川上賞 |
| -------------------------- | ------------------------ | ------------ | ------------ | ---- | ------ |
| 恋のパズル                 | ヴァレリア・リンチ       | アルゼンチン | ◯            |      |        |
| 空は知らない               | レナ・ビオルカティ       | イタリア     | ◯            | ◯    |        |
| ホールド・タイト           | デヴィッド・ポメランツ   | アメリカ     |              | ◯    |        |
| ベイビー・シスター         | ラトーヤ・ジャクソン     | アメリカ     |              | ◯    |        |
| スリル・オブ・ザ・チェイス | アラン・スコット         | アメリカ     |              | ◯    |        |
| ファイヤー・ファイヤー     | ヴィッキ・ベンソン       | イギリス     |              | ◯    |        |
| 優しさのエキストラ         | 加藤かおる               | 日本         |              |      | ◯      |
| かもめの歌                 | フィナ・パンドゥウィナタ | インドネシア |              |      | ◯      |
| その他本選出場者           |                          |              |              |      |        |
| 雨の中で僕は               | RIKA                     | 日本         |              |      |        |
| 悲しみのアベニュー         | モーティ                 | イギリス     |              |      |        |
| リアリティ                 | オソッ&ヴィヤダ          | タイ         |              |      |        |
| あなたのとりこ             | シサ                     | デンマーク   |              |      |        |
| ハウ・メニイ               | ルバ                     | カナダ       |              |      |        |
| 私たちの愛                 | ダニエラ・ロモ           | メキシコ     |              |      |        |

#### その他予選出場者
- ローレンス・サルティエル（フランス）
- 橋川真由美（日本）
- チャン・クァン（中国）
- スペンス（ヘンク・ブラーフ）[10]（オランダ）
- 伊奈セクション（日本）
- カルロス・パイアン（ポルトガル）
- クレオパトラ（ギリシャ）
- ジョイス（ブラジル）
- ジェラール・ベルリネール（フランス）

### 第17回
日時
1986年10月26日
司会
上條恒彦、ジュディ・オング
指揮
小野崎孝輔、大友直人
演奏
ヤマハ・ポップス・オーケストラ
コーラス
ブラック・トラップス
賞
グランプリ
作品に対し、賞状・メダリオン・賞金10,000ドルを授与。
最優秀歌唱賞
歌手に対し、賞状・メダリオン・賞金3,000ドルを授与。
金賞
作品に対し、賞状・メダリオン・賞金3,000ドルを授与。
川上賞
作品に対し、賞状・メダリオン・賞金1,000ドルを授与。
オーディエンス賞
作品に対し、賞状・メダリオンを授与。

#### 本選出場者
| 曲名                           | 歌手                             | 国・地域     | 最優秀歌唱賞 | 金賞 | 川上賞 | オーディエンス賞 |
| ------------------------------ | -------------------------------- | ------------ | ------------ | ---- | ------ | ---------------- |
| イフ                           | ハルフェ・マレホロ               | インドネシア | ◯            |      |        |                  |
| カーニバル                     | ケイト                           | ノルウェー   |              | ◯    |        |                  |
| おいでブランコリー             | さそり座                         | 日本         |              | ◯    |        |                  |
| リベルテ                       | サンドラ・キム                   | ベルギー     |              | ◯    |        |                  |
| 感じるままに                   | エロス・ラマゾッティ             | イタリア     |              | ◯    |        |                  |
| 傷ついた青春                   | ハネムーン・スイート             | カナダ       |              | ◯    |        | ◯                |
| パーティナイト                 | ザ・フィフティーズ               | 日本         |              |      | ◯      |                  |
| その他本選出場者               |                                  |              |              |      |        |                  |
| 黄昏の彼方                     | アン・ピガール                   | フランス     |              |      |        |                  |
| エンジェルス・フォール・ダウン | ザ・フレイミング・ムッソリーニズ | イギリス     |              |      |        |                  |
| 恋どろぼう                     | パンドラ                         | メキシコ     |              |      |        |                  |
| 光の点                         | レイラ・ピニェイロ               | ブラジル     |              |      |        |                  |
| '57 シェヴィー                 | トム・デ・ルーカ                 | アメリカ     |              |      |        |                  |
| 祈り                           | リウ・シンル                     | 中国         |              |      |        |                  |
| 蒼く悲しく                     | フルハウス                       | 日本         |              |      |        |                  |
| 美辞麗華                       | 藤村篤志                         | 日本         |              |      |        |                  |
| 危険な恋                       | シモーネ                         | イギリス     |              |      |        |                  |

### 第18回
日時
1987年10月31日
司会
上條恒彦、ジュディ・オング
指揮
小野崎孝輔、大友直人
演奏
ヤマハサウンドクリエーションズ
賞
海外グランプリ
作品に対し、賞状・メダリオン・賞金10,000ドルを授与。
日本グランプリ
作品に対し、賞状・メダリオン・賞金10,000ドルを授与。
最優秀歌唱賞
歌手に対し、賞状・メダリオン・賞金3,000ドルを授与。
金賞
作品に対し、賞状・メダリオン・賞金3,000ドルを授与。
川上賞
作品に対し、賞状・メダリオン・賞金2,000ドルを授与。
オーディエンス賞
作品に対し、賞状・メダリオンを授与。

#### 本選出場者
| 曲名                                            | 歌手                       | 国・地域     | 最優秀歌唱賞 | 金賞 | 川上賞 | オーディエンス賞 |
| ----------------------------------------------- | -------------------------- | ------------ | ------------ | ---- | ------ | ---------------- |
| ハイファ・ブルー                                | ナーディー                 | オランダ     | ◯            |      |        |                  |
| エンジェル                                      | フラ・リッポ・リッピ       | ノルウェー   |              | ◯    |        |                  |
| 夜の支配者                                      | ミハーレス                 | メキシコ     |              | ◯    |        |                  |
| ザ・サーカス                                    | イレイジャー               | イギリス     |              | ◯    |        |                  |
| ホールド・ミー                                  | サマンサ・ジルズ           | ベルギー     |              | ◯    |        |                  |
| イ・マスキ                                      | ジャンナ・ナンニーニ       | イタリア     |              | ◯    |        |                  |
| ダンス・デザイアー                              | ヘイワイヤー               | カナダ       |              | ◯    |        |                  |
| 我が心のパリ                                    | ヨピー・ラトゥル           | インドネシア |              |      | ◯      | ◯                |
| その他本選出場者                                |                            |              |              |      |        |                  |
| （アイム・ノット・ユア・） ブギ・ウギ・ベイビー | レディー・リリィ           | 西ドイツ     |              |      |        |                  |
| ロックン・ロール・ライド                        | ヴィキ&フラート            | ハンガリー   |              |      |        |                  |
| Mr. パーフェクト                                | ナタリー・アークエンジェル | アメリカ     |              |      |        |                  |
| ミラー                                          | ビコーズ                   | 日本         |              |      |        |                  |
| マイ・ダーティー・ライフ                        | Presents（プレゼンツ）     | 日本         |              |      |        |                  |
| ディシィートフル・ラブ                          | クリス                     | 日本         |              |      |        |                  |

### 第19回
当初は1988年10月28日に開催される予定だったが、先述の解説にある通り中止となった。

#### 海外エントリー一覧
| エントリー曲                     | 歌手                           | 国・地域       |
| -------------------------------- | ------------------------------ | -------------- |
| ゴット・トゥ・ビー・サートゥン   | カイリー・ミノーグ             | オーストラリア |
| アウト・オブ・コントロール       | チョーク・サークル             | カナダ         |
| オーバー・ジ・エッジ             | ハリケーン                     | アメリカ       |
| テル・ミー                       | ニック・ケイメン               | イギリス       |
| レット・ユア・セルフ・ゴーゴー   | スカーレット・アンド・ブラック | イギリス       |
| イネビタビレ・フォリア           | ラフ                           | イタリア       |
| レ・スコグリエレ・ディ・ドーベル | アリーチェ                     | イタリア       |
| マリリン・アンド・ジョン         | ヴァネッサ・パラディ           | フランス       |
| ルイ・オーシ                     | エルザ                         | フランス       |
| アルマ・ゲメラ                   | フランズ                       | メキシコ       |
| ラスト・モーメント               | ティエン・チェン               | 中国           |

### 第20回
日時
1989年10月27日
司会
上條恒彦、ジュディ・オング
指揮
小野崎孝輔、大友直人
演奏
ヤマハポップスオーケストラ
スペシャルゲスト
スティービー・ワンダー

#### 本選出場者
| 過去の受賞など       | 曲名（その1）                      | 曲名（その2）        | 出演者                               | 国・地域       |
| -------------------- | ---------------------------------- | -------------------- | ------------------------------------ | -------------- |
| 今大会イメージソング | チルドレン・オブ ・ザ・ワールド    |                      | アンド・フレンズ                     | 南アフリカ     |
| 第1回グランプリ曲    | ナオミの夢                         |                      | ジュディ・オング&上條恒彦            | 日本           |
| 第14回グランプリ賞   | 愛のゆくえ                         | ヨーロピアン・ロック | ニュートン・ファミリー “アダム&エバ” | ハンガリー     |
| 第13回出場           | 永遠の恋人&雨に濡れても            | ドント・リーブ・ラブ | B.J.トーマス                         | アメリカ       |
| 第11回歌唱賞         | とどかぬ想い                       | アンボーン・ハート   | ダン・ヒル                           | カナダ         |
| 第15回入賞           | （欠場）                           | （欠場）             | マティア・バザール                   | イタリア       |
| 第5回歌唱賞          | バイラ・ミ・ルンバ                 | 哀しみのアモール     | ホセ・ルイス・ロドリゲス             | ヴェネズエラ   |
| 第15回入賞           | タフタのドレス                     | ヒスイ               | ジョアン・ボスコ                     | ブラジル       |
| 第18回グランプリ賞   | テイク・オン・ザ・ワールド         | オーバー・トゥモロウ | スード・エコー                       | オーストラリア |
| 第10回グランプリ賞   | 哀しみのオーシャン                 | ヒーロー             | ボニー・タイラー                     | イギリス       |
| 特別ゲスト           | ペアレンツ・オブ・ザ・ワールド、他 |                      | スティービー・ワンダー               | アメリカ       |

## 商標
「世界歌謡祭」は商標として登録されている。
| 称呼                                                    | 登録番号    | 登録日                 | 権利者         |
| ------------------------------------------------------- | ----------- | ---------------------- | -------------- |
| ワールドポピュラーソングフェステバル， セカイカヨーサイ | 第3023053号 | 1995年(平成7年)2月28日 | ヤマハ株式会社 |